# Szlenkier-Palast

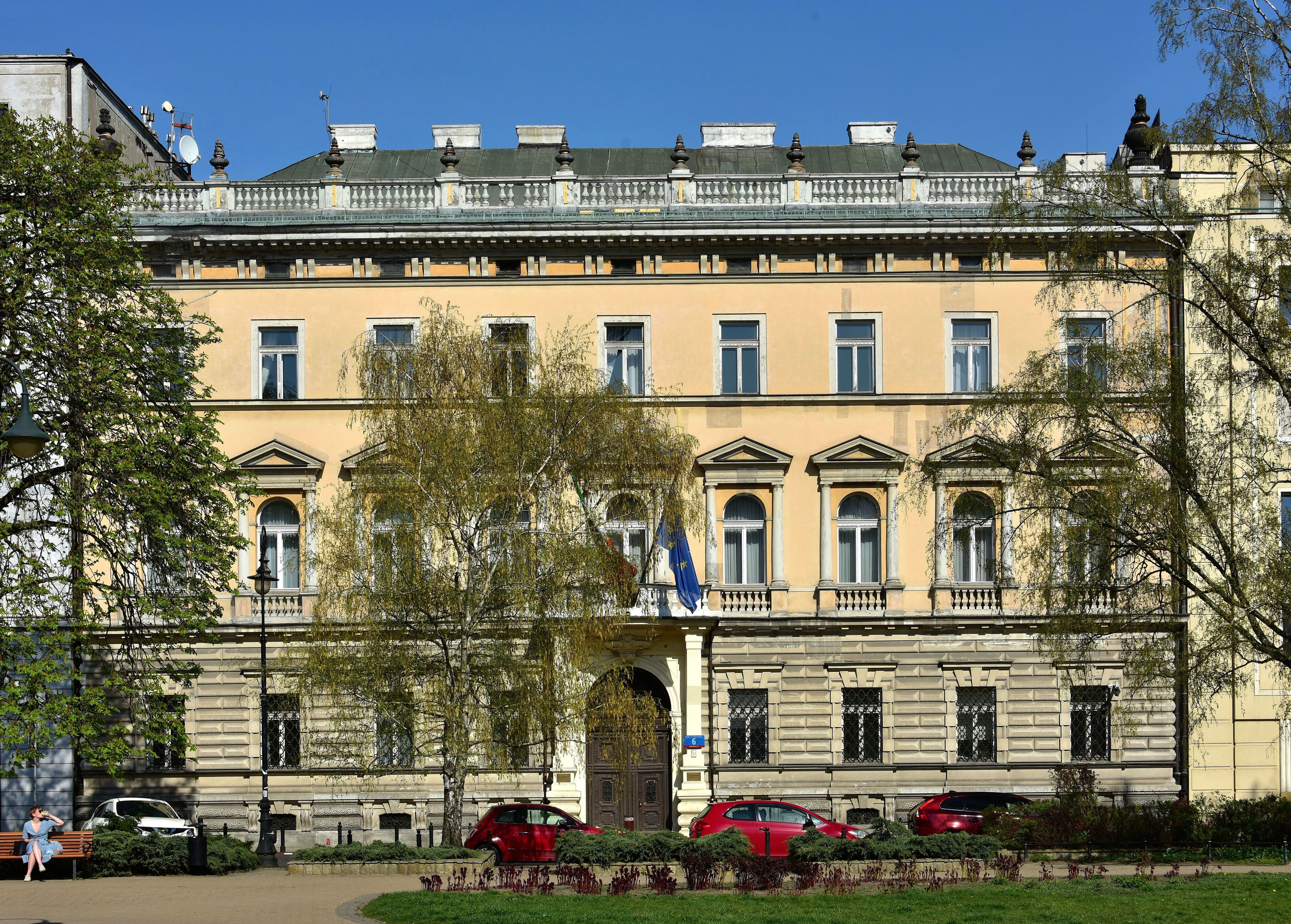
Blick vom Dąbrowski-Platz auf die Frontfassade des Palastes

Der Szlenkier-Palast (auch Schlenker-Palast oder -Residenz bezeichnet) befindet sich im Innenstadtdistrikt von Warschau am Plac Jana Henryka Dąbrowskiego 6 und ist Sitz der italienischen Botschaft in Polen. Der Palast im Neorenaissance-Stil gehört zu den prächtigsten Warschauer Unternehmer-Residenzen des ausgehenden 19. Jahrhunderts und wurde am 11. Juli 1965 in das Denkmalschutzregister als „Pałac Schlenkera“ unter der Nummer 657 eingetragen.

## Geschichte
Das Gebäude wurde von 1881 bis 1883 für den wohlhabenden Unternehmer Karol Jan Szlenkier errichtet. Verantwortlicher Architekt war Witold Lanci. Der Corps de Logis liegt in der Flucht der Straßenbebauung, der dahinterliegende Innenhof ist von Flügelanbauten umgeben. Ursprünglich erinnerte die Palastfassade an die römische Spätrenaissance, dazu entwarf Lanci ein heute nicht mehr existierendes Portal mit großen Atlanten, die einen im ersten Stock befindlichen Balkon stützten. Vorbild war das Portal des Palazzo Davia-Bargellini in Bologna. Dagegen erinnerte das steile, mit einer aus Balustern bestehenden Attika versehene Dach an Bauelemente der französischen Spätrenaissance. Die Mischung der beiden Stilformen ist bei Lanci öfters anzutreffen.
Die Büroräume des Unternehmers befanden sich im Erdgeschoss, im ersten Stock wurden die Wohnräume der Familie eingerichtet. Weitere Räume waren für Haus- und Büropersonal vorgesehen. Bemerkenswert war ein prächtiges Treppenhaus mit Säulenschäften aus dunkelrotem Marmor und weißen Basen und Kapitellen. Wojciech Gerson führte die Enkaustikmalerei der Innenräume durch. Die Baukosten betrugen mehr als 300.000 Rubel.

### Italienische Botschaft
Im Jahr 1922 verkauften die Erben Szlenkiers den Palast an die – später in den Stand einer Botschaft erhobene – italienische Gesandtschaft in Warschau. Es kam zu baulichen Anpassungen im Innenbereich. Während der Kampfhandlungen im Rahmen des Warschauer Aufstandes wurde der Palast zwar beschädigt, aber nicht zerstört. Die italienische Botschaft konnte bereits 1945 das Gebäude wieder übernehmen und 1946 wiederaufbauen. 1947 wurde das Objekt erneut bezogen, womit es das einzige Botschaftsgebäude in Warschau war, dass kurz nach dem Krieg wieder seine Vorkriegsfunktion übernahm. Beim Wiederaufbau nach dem Krieg – von italienischen Handwerkern durchgeführt – wurden Fassade und Innenräume teilweise umgestaltet. So wurden die Atlanten des Portals wie auch weitere Verzierungen der Fassade nicht wiederhergestellt. Die Innenräume wurden zum Teil mit klassizistischer Stuckatur ausgestattet. In den Jahren 1964 und 1965 erfolgte eine Grundsanierung des Palastes.